# Sejm zwyczajny 1623
Sejm 1623 – sejm zwyczajny I Rzeczypospolitej został zwołany przez króla Zygmunta III Wazę 16 listopada 1622 roku do Warszawy.  
Sejmiki przedsejmowe w województwach odbyły się w grudniu 1622 roku. Marszałkiem sejmu obrano Jakuba Sobieskiego wojewodę lubelskiego. Obrady sejmowe trwały od 24 stycznia do 5 marca 1623 roku. 
Sejm obradował w obliczu problemów związanych z rozpoczęciem się nowej wojny w Inflantach (utracono Rygę) oraz konfederacji wojskowych powstałych z powodu nieopłacenia wojska po wojnach z Turcją w latach 1620-1621. 
W obradach sejmowych opowiadano się za pokojem ze Szwecją. Spisane zostały liczne egzorbitancje (postulaty naprawy złych urządzeń). Podnoszono w nich nierozdawanie wakansów, nierespektowanie prawa o incompatibiliach (zakaz łączenia urzędów), krytykowano obsadzenie biskupstwa warmińskiego małoletnim synem królewskim Janem Albertem. Postulowano wystawienie zamków obronnych na Ukrainie oraz przeprowadzenie naprawy monety. Powołano komisję w sprawach Kozaczyzny. Przyjęto konstytucję o zapobieganiu konfederacjom wojskowym oraz kupom swawolnym, złożonym z włóczących się żołnierzy, zajmujących się rozbojami. Nie przyjęto uchwały poborowej.